# Clement Comer Clay
Clement Comer Clay, ameriški politik, * 17. december 1789, okrožje Halifax, Virginija, † 7. september 1866, Huntsville, Alabama.
Clay je bil guverner Alabame (1835-1837) in senator ZDA iz Alabame (1837-1841).